# Yves Makabu-Makalambay
Yves Makabu-Makalambay (Bruxelas, 31 de janeiro de 1986) é um futebolista belga-congolês, que atua como goleiro, que atualmente joga pelo Hibernian no Scottish Premier League.

## Carreira
Yves Makabu-Makalambay integrou o elenco da Seleção Belga de Futebol,  que competiu nos Jogos Olímpicos de Verão de 2008.